# Parlatoria stigmadisculosa
Parlatoria stigmadisculosa är en insektsart som beskrevs av Bellio 1929. Parlatoria stigmadisculosa ingår i släktet Parlatoria och familjen pansarsköldlöss. Inga underarter finns listade i Catalogue of Life.